# Mechanizm z La Valletty OBWE
Mechanizm z La Valletty – procedura związana z pokojowym rozstrzyganiem sporów ustanowiona w 1991 podczas spotkanie ekspertów OBWE w La Valletcie. Mechanizm ten zakłada możliwość powoływania doraźnych komisji niezależnych ekspertów do pracy w celu rozwiązania danego sporu. Decyzje takiej komisji nie mają jednak charakteru prawnie wiążącego – przyjmowane są w postaci nieobligatoryjnych zaleceń wobec państw. Czynnikiem dodatkowo osłabiającym mechanizm są klauzule wyłączające, które ustanawiają katalog spraw wyłączonych od stosowania procedury. Są to: integralność terytorialna, obrona narodowa, suwerenność i roszczenia należące do jurysdykcji wewnętrznej. O ewentualnej kwalifikacji konkretnego sporu do danej kategorii decyduje samo zainteresowane państwo. Przyjęta konstrukcja spowodowała, że z mechanizmu z La Valletty nigdy nie skorzystano.
W 1992 mechanizm został poszerzony o procedurę przymusowej koncyliacji.